# Euptychium vitiense
Euptychium vitiense är en bladmossart som beskrevs av Hugh Neville Dixon 1930. Euptychium vitiense ingår i släktet Euptychium och familjen Pterobryaceae. Inga underarter finns listade i Catalogue of Life.